# West Haddon
West Haddon – wieś w Anglii, w hrabstwie Northamptonshire, w dystrykcie (unitary authority) West Northamptonshire. Leży 17 km na północny zachód od miasta Northampton i 114 km na północny zachód od Londynu. W 2001 miejscowość liczyła 1200 mieszkańców.